# Protoxynotus
Protoxynotus ist eine ausgestorbene Gattung der Dornhaiartigen, die während der Kreidezeit gelebt hat. Der Name wurde aufgrund der großen Ähnlichkeit und der vom Autor J. Herman vermuteten Vorläuferschaft der rezenten Gattung Oxynotus gewählt.
Im Jahre 1975 beschrieb Herman  aus dem Zementwerk Misburg bei Hannover unter anderem die neue Haifischgattung und -art Protoxynotus misburgensis. Die dort aufgeschlossenen kreidezeitlichen Sedimente werden dem Campanium (conicus-gracilis-Zone) zugerechnet. Herman verglich die zwei gefundenen Unterkieferzähne mit denen der rezenten Gattung Oxynotus und kam zu dem Ergebnis, dass es sich bei den gefundenen Fossilien um einen ursprünglichen Vorläufer dieser Haigattung gehandelt haben musste.
Thies und Müller errichteten 1993 ebenfalls für gefundene fossile Haifischzähne aus dem Campanium von Höver (Nähe Hannover) eine neue Haifischgattung und Art, die sie Palaeomicroides ursulae nannten. Sie sahen zahnmorphologische Ähnlichkeiten mit der heute lebenden Gattung Euprotomicroides (Familie Dalatiidae). Sowohl die Gattung Euprotomicroides, als auch die Gattung Oxynotus zeichnen sich durch extrem hohe und schlanke Unterkieferzähne aus. Aus taxonomischen Gründen wurde die Gattung Palaeomicroides im Jahre 2006 in Paraphorosoides umbenannt. Die Autoren wiesen in dieser Arbeit entgegen der ursprünglichen Veröffentlichung darauf hin, dass die gefundenen Zähne große Ähnlichkeiten mit denen der Gattungen Oxynotus und Scymnodon (beide in der Somniosidae/Oxynotidae-Klade) aufweisen.
Nachdem im Rahmen von umfangreichen Forschungen in kreidezeitlichen Tiefseesedimenten weiter Zähne diese Morphotyps gefunden wurden, kam ein internationales Forscherteam (Feichtinger et al.) 2022 zu dem Ergebnis, dass es sich bei den unter der Gattung Paraphorosoides ursulae beschriebenen Zähnen um Zähne der von Herman 1975 beschriebenen Art Protoxynotus misburgensis handelt. Um die familiäre Zugehörigkeit von Protoxynotus, Paraphorosoides und des neu entdeckten Materials zu klären, führten die Forscher eine phylogenetische Analyse durch. Diese Analyse kombinierte morphologische Daten von sowohl heutigen als auch fossilen Taxa sowie DNA-Sequenzinformationen von heute lebenden Arten. Im Ergebnis wurde festgestellt, dass die Gattung Protoxynotus zur Familie Somniosidae gehört und es sich bei den Gattung Paraphorosoides/Palaeomicroides um ein Synonym von Protoxynotus handelt.
In diesem Zusammenhang muss erwähnt werden, dass Klassifikationen bei Haifamilien, die auf molekularen Daten basieren zu dem Ergebnis kommen, die Familie Oxynotidae als Untergruppe oder Teil des Somniosidae-Klades zu behandeln. Die Autoren der oben genannten Studie folgen hierbei der Klassifikation von Straube et al. (2015), die die Oxynotidae als Teil des Somniosidae-Klades betrachten.

## Arten
- †Protoxynotus misburgensis Herman, 1975
- †Protoxynotus mayrmelnhofi Feichtinger, Guinot, Straube, Harzhauser, Auer, Ćorić, Kranner, Schellhorn, Ladwig, Thies & Pollerspöck, 2022